# 松浦屏風
松浦屏風（まつうらびょうぶ）は、江戸時代初期に描かれた風俗図屏風の例。作者は不詳である。「婦女遊楽図屏風（ふじょゆうらくずびょうぶ）」ともいう。国宝に指定され、切手趣味週間の20円切手として、図中の座った女性などが図柄に採用された（1975年4月発行） 。

## 概要
大和文華館が収蔵する屏風の制作年代は描かれた人物の着物から寛永年間と推定される。6曲1双で金地に着色してある。大きさは155.6cm×361.6cm。

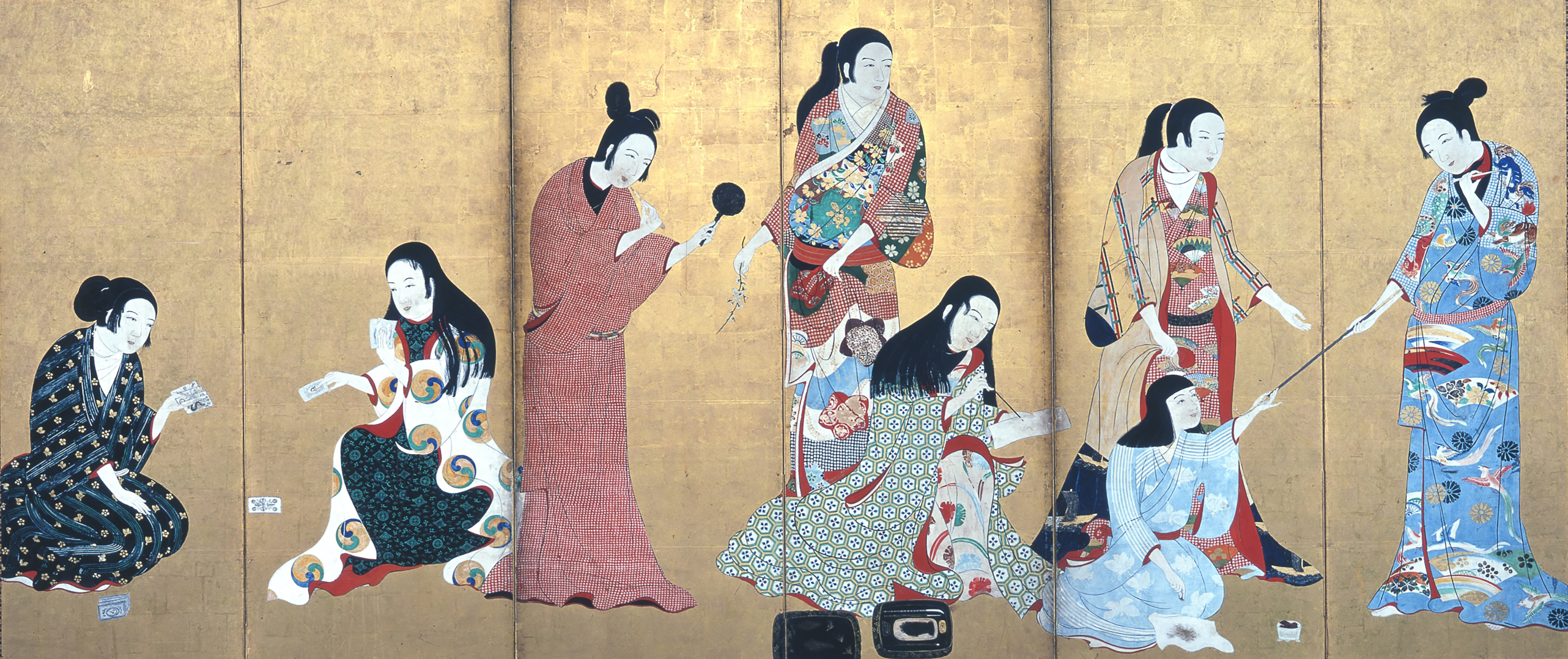
婦女遊楽図（左隻）。旧蔵者松浦家にちなみ「松浦屏風」と通称される。
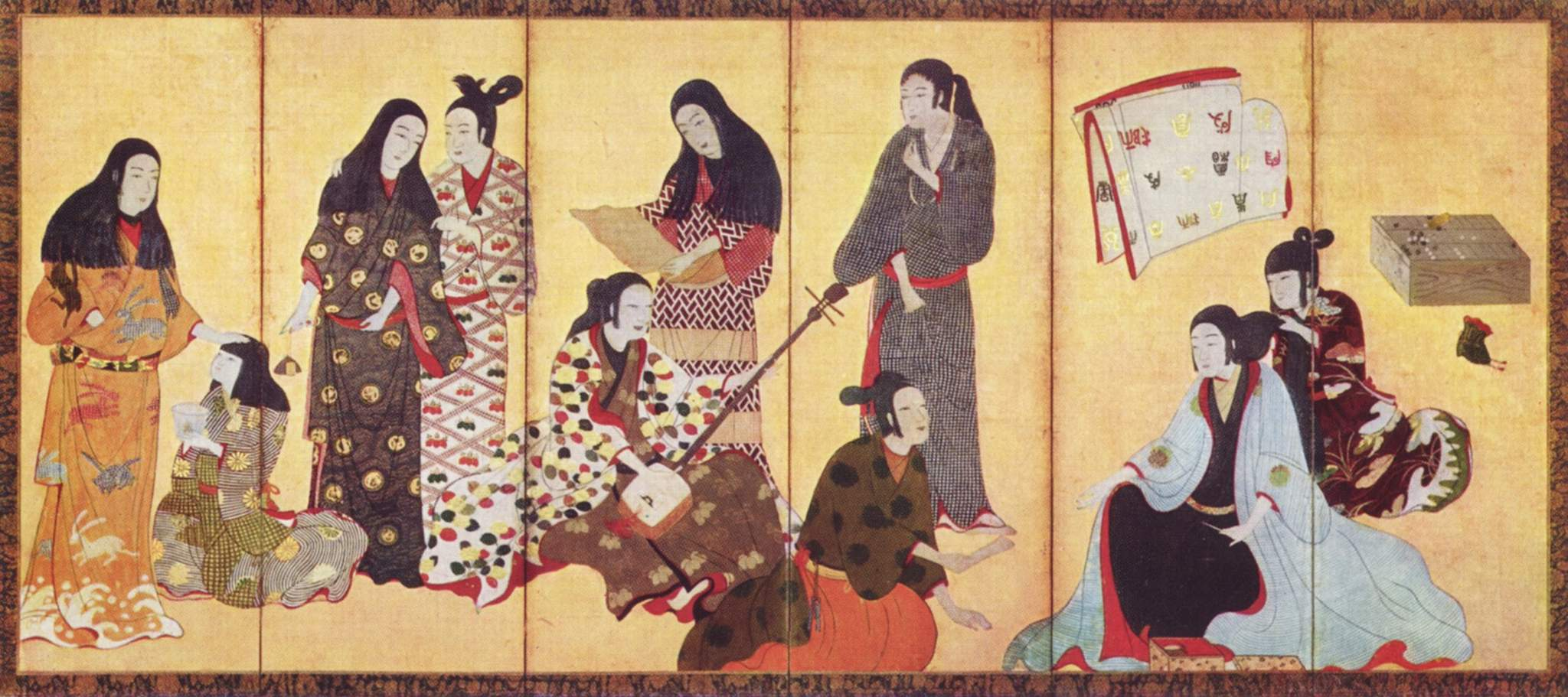
同（右隻）

## 関連資料
発行年順
- 『大和文華』第16号、大和文華館、1955年6月。掲載誌別題『Semi-annual journal of eastern art』。doi:10.11501/7934550、国立国会図書館内/図書館送信。
  - 山辺知行「国宝「松浦屛風」の染織覚書」p1-24
  - 「図版 原色版 1-3 婦女遊楽図（松浦屛風）部分 大和文華館藏 金地著色六曲一雙」

- 中村渓男『日本の絵画』〈現代教養文庫 国宝シリーズ第4〉、社会思想研究会出版部、1959年。doi:10.11501/2489096、国立国会図書館内/図書館送信。
- 『松浦屏風』、美術出版社〈日本の古典 ; 絵画編〉1959年、国立国会図書館内/図書館送信。図版15枚（内はり込原色図版12枚）、解説21p ; 37cm。
- 『美術手帖』第153号、美術出版社、1959年2号。DOI 10.11501/7923711、国立国会図書館限定。
  - 山口蓬春「＜名作解説＞松浦屛風」p116-116（0065.jp2）。
  - 「原色版 松浦屛風（部分）」、p117-117（0065.jp2）

- 『美術手帖』第196号、美術出版社、1961年11月。DOI 10.11501/7923754、国立国会図書館限定。
  - 辻惟雄「名画の秘密--『松浦屏風』」、p42-47（0028.jp2）
  - 「原色版 松浦屏風」p43（0028.jp2）

- 『肉筆浮世絵 上巻（本編）』講談社、1962年（昭和37年）。DOI 10.11501/8798841、国立国会図書館内/図書館送信。
  - 「44 婦女図（松浦屛風）」国宝（0103.jp2）
  - 「45 婦女図（松浦屛風）」国宝 （0105.jp2）

- 衛藤駿「松浦屏風--一館一品･大和文華館」『日本美術工芸』第313合計、日本美術工芸社（編）、1964年10月、p102-107（0052.jp2）。DOI 10.11501/2281524、国立国会図書館内/図書館送信。

- 楢崎宗重『浮世絵美人画・役者絵』第1巻、講談社、1965年。DOI 10.11501/2476907。国立国会図書館内/図書館送信。
  - 「50 婦女図（松浦屏風）」六曲屏風一双の部分（0037.jp2）
  - 「51 婦女図（松浦屏風）」六曲屏風一双の部分（0037.jp2）
  - 「52 婦女図（松浦屏風）」六曲屏風一双の部分（0038.jp2）
  - 「53 婦女図（松浦屏風）」六曲屏風一双の部分（0038.jp2）
  - 「54 婦女図（松浦屏風）」六曲屏風一双の部分（0039.jp2 ）
  - 「55 婦女図（松浦屏風）」六曲屏風一双の部分（0039.jp2 ）
  - 「56 婦女図(松浦屏風) 六曲屏風一双の部分（0040.jp2）
  - 「57 婦女図(松浦屏風) 六曲屏風一双の部分（0040.jp2）

- 「本文挿図　婦女遊楽図 / 松浦屛風」至文堂（編）『国文学 : 解釈と鑑賞』第30巻第10号（通号367）、ぎょうせい、1965年8月、p82-82（0045.jp2）。DOI 10.11501/3550318、国立国会図書館内限定、図書館送信：対象外、遠隔複写可。

- 『浮世絵名作選集 第1』日本浮世絵協会（編）、山田書院、1967年。DOI 10.11501/8798855、国立国会図書館内限定/図書館送信対象、遠隔複写可。
  - 「婦女遊楽図（松浦屏風）」（0041.jp2）
  - 「婦女遊楽図（松浦屏風）」 （0043.jp2）

- 『原色日本切手図鑑 1985年版』日本郵趣協会、1984年。全国書誌番号85012073。

- 栗田勇「美術館・ザコレクション――大和文華館-『松浦屏風』」『バンガード』第7巻第9号（通号81）、1986年9月、p9-9（0005.jp2）。DOI 10.11501/2858293、デジタル国立国会図書館内/図書館送信。

- 「カルタから見た松浦屏風の制作年代 /」『文化財学報』第5巻、奈良大学文学部文化財学科（編）、1987年3月。p69-84（0040.jp2-）。DOI 10.11501/4427285、国立国会図書館内/図書館送信。

- 橋本治「連載 ひらがな日本美術史（その五十八）色っぽいもの「松浦屏風」『芸術新潮』第50巻第1号（通号589）、新潮社、1999年1月、p143-149（0073.jp2-）。DOI 10.11501/6048842、国立国会図書館内限定、遠隔複写可。